# Petra Maisak

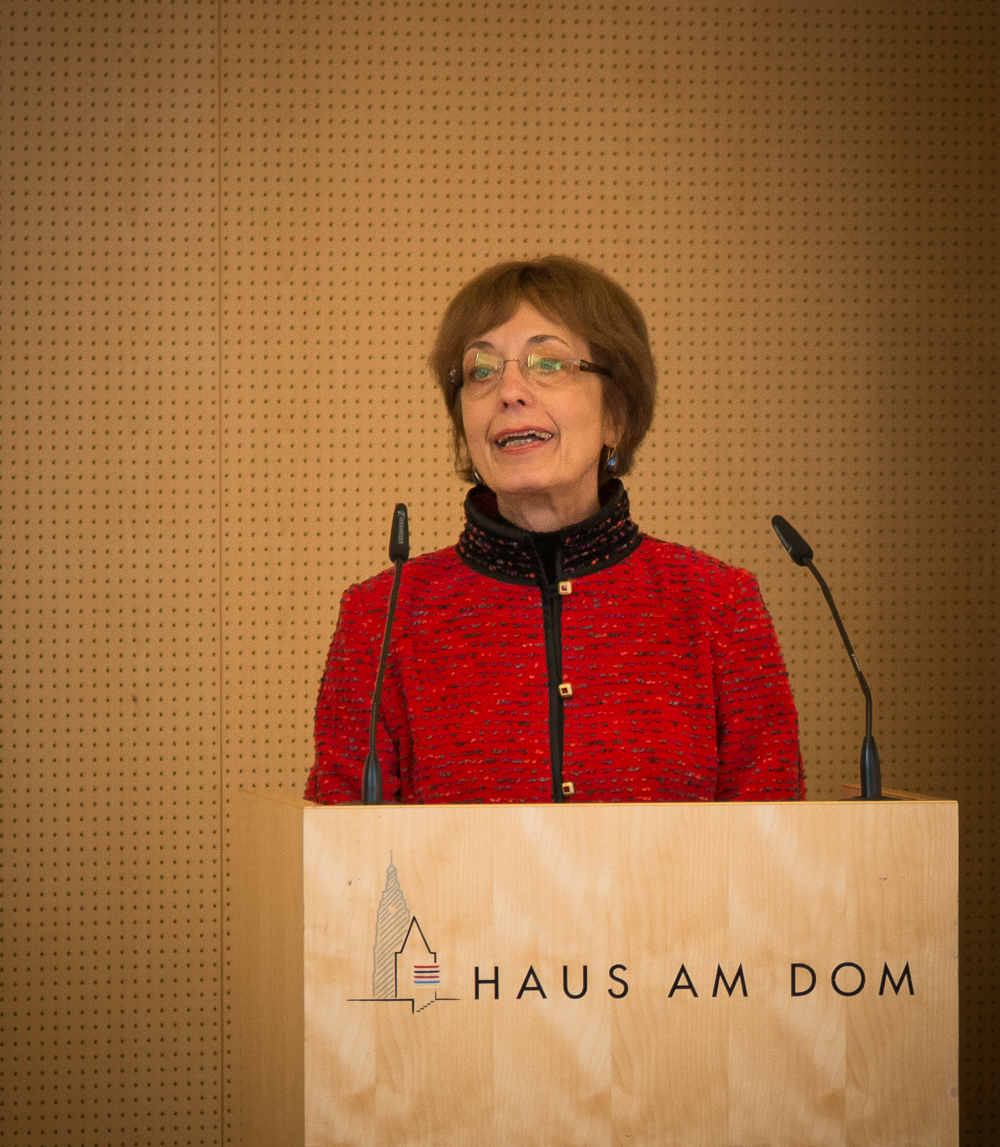
Petra Maisak in Frankfurt am Main (Dezember 2013)

Petra Maisak (* 1950 in Heilbronn) ist eine deutsche Kunsthistorikerin und Germanistin. Sie war bis 2019 Museumsleiterin am Goethe-Haus / Freien Deutschen Hochstift in Frankfurt am Main.

## Werdegang
Petra Maisak studierte Kunstgeschichte, Germanistik und Geschichte an den Universitäten Heidelberg und Köln. Die Promotion erfolgte 1978 in Köln mit der Arbeit Arkadien. Genese und Typologie einer idyllischen Wunschwelt. Von 1979 bis 1981 war sie am Landesamt für Denkmalpflege Rheinland in Bonn tätig.

## Wirken
Von 1981 bis 2019 war Petra Maisak Museumsleiterin am Freien Deutschen Hochstift – Frankfurter Goethe-Museum mit Zuständigkeit für das historische Goethe-Haus, die Gemäldegalerie der Goethezeit (Neueinrichtung 1997) und die Kunstsammlungen. Zwischen 1988 und 1998 nahm sie Lehraufträge an den Universitäten Marburg und Gießen zur Kunstgeschichte der Goethezeit wahr.
Der Arbeits- und Forschungsschwerpunkt von Petra Maisak bezieht sich auf die Kunst und Literatur der deutschen Klassik und Romantik unter dem Aspekt der Intermedialität. Sie hat zahlreiche Arbeiten über Goethe und die bildende Kunst vorgelegt, speziell zu Goethes Zeichnungen und zu Illustrationen seiner Werke (namentlich zu „Faust“ und zu „Die Leiden des jungen Werthers“). Zu ihrem Forschungsbereich gehören Künstler der Goethezeit wie Johann Heinrich Füssli, Caspar David Friedrich, Johann Heinrich Wilhelm Tischbein und Angelika Kauffmann sowie bildkünstlerische Arbeiten von Bettine von Arnim und Clemens Brentano.
Petra Maisak war Kuratorin zahlreicher Ausstellungen, darunter „Goethe in der Kunst des 20. Jahrhunderts. Weltliteratur und Bilderwelt“ (1982 Wissenschaftszentrum Bonn und Frankfurter Goethe-Museum; 1983 Palazzo Braschi Rom); „Christian Georg Schütz der Ältere. Ein Frankfurter Landschaftsmaler der Goethezeit“ (1991 Frankfurter Goethe-Museum); „Goethes Faust. Verwandlungen eines Hexenmeisters“ (2005 in Kyoto und Tokio, 2008 in Frankfurt a. M.); „Goethe am Ball. Traxlers Klassiker“ (2006 Frankfurter Goethe-Museum); „Max Beckmann. Zeichnungen zu Goethes Faust“, (2007 Casa di Goethe Rom); „Und merkt euch wie der Teufel spaße. Bernhard Heisig und Goethes Faust“ (2009 Frankfurter Goethe-Museum); „Franz Mon: Wortbilder. Positionen visueller Poesie“ (2012 Frankfurter Goethe-Museum). Zusammen mit Werner Busch (FU Berlin) kuratierte Petra Maisak die Ausstellungen Verwandlung der Welt. Die romantische Arabeske (2013 Frankfurter Goethe-Museum, 2014 Hamburger Kunsthalle) sowie Füsslis Nachtmahr. Traum und Wahnsinn (2017 Frankfurter Goethe-Museum und Museum Wilhelm Busch Hannover).
Petra Maisak ist seit 1982 Mitglied im International Council of Museums und seit 1983 Mitglied der Goethe-Gesellschaft in Weimar, deren Vorstand sie von 1999 bis 2003 angehörte.

## Publikationen (Auswahl)
- Arkadien. Genese und Typologie einer idyllischen Wunschwelt (Dissertation), Frankfurt am Main/Bern 1981.
- „Die Sturmlandschaft in der Malerei um 1800. Literarische Quellen und Bezüge“, In: Freiburger Universitätsblätter, Freiburg i. Br. 1984, Heft 85, S. 13–33.
- „Alltag und Apotheose. Bettines Umgang mit der bildenden Kunst“, In: Bettine von Arnim 1785–1859, Katalog des Freien Deutschen Hochstifts – Frankfurter Goethe-Museums, hrsg. von Christoph Perels, Frankfurt a. M. 1985, S. 202–224.
- „'Wir passen zusammen als hätten wir zusammen gelebt'. Goethe und Tischbein in Italien“, In: Johann Heinrich Wilhelm Tischbein. Katalog der Landesmuseen Oldenburg und Schleswig, hrsg. von Hermann Mildenberger, Schleswig/Neumünster 1986, S. 17–50.
- „Goethe und die Malerei in Italien“, In: '... auf classischem Boden begeistert'. Goethe in Italien. Katalog des Düsseldorfer Goethe-Museums / Anton- und Katharina-Kippenberg-Stiftung, hrsg. von Jörn Göres, Mainz 1986, S. 66–87.
- Bettine von Arnims 'Octoberfest'. Idee, Genese und Rekonstruktion. In: Jahrbuch des Freien Deutschen Hochstifts. Tübingen 1990, S. 184–217.
- Caspar David Friedrich und Claude Lorrain. In: Pantheon. Internationale Jahreszeitschrift für Kunst. München 1990, S. 123–129.
- Arkadien. Landschaft vergänglichen Glücks (hrsg. mit Corinna Fiedler), Frankfurt 1992 (Insel-Taschenbuch 1421).
- „Sein Haus, ein Sammelplatz für Deutschland's Edle.“ Johann Georg Schlosser, Goethes Schwester Cornelia und ihre Freunde in Emmendingen (= Spuren. 20), hrsg. von der Deutschen Schillergesellschaft, Marbach a. N. 1992.
- "Der Zeichner Goethe oder 'Die practische Liebhaberey in den Künsten', In: Goethe und die Kunst. Katalog der Schirn-Kunsthalle, Frankfurt a. M., hrsg. von Sabine Schulze, S. 104–148.
- Henry Fuseli – 'Shakespeare's Painter'. In: The Boydell Shakespeare Gallery. ed. by Walter Pape and Frederick Burwick in collaboration with the German Shakespeare Society, Bottrop 1996, S. 57–74.
- Johann Wolfgang Goethe. Zeichnungen. Reclam Verlag, Stuttgart 1996, ISBN 3-15-010489-0.
- „Und doch, welch Glück, geliebt zu werden!“ Friederike Brions Grab in Meissenheim (= Spuren. 36), hrsg. von der Deutschen Schillergesellschaft, Marbach a. N. 1997.
- Et in Arcadia ego. Anmerkungen zur Entwicklung des arkadischen Wunschbilds in Italien und zur Rezeption der Goethezeit. In: Klaus Manger (Hrsg.): Italienbeziehungen des klassischen Weimar (= Reihe der Villa Vigoni. Bd. 11). Tübingen 1997, S. 11–37.
- Metamorphosen. Zu Joachim Dunkels Holzschnitten und Zeichnungen. In: Joachim Dunkel: Gewißheit über den Wandel. Skulpturen, Zeichnungen, Holzschnitte. Katalog der Städtischen Museen Heilbronn, hrsg. von Andreas Pfeiffer, Heilbronn 1997, S. 51–69.
- „Glückliche Psyche traure nicht mehr.“ Angelika Kauffmanns Begegnung mit Goethe, Herder und dem Weimarer Kreis. In: Angelika Kauffmann. Katalog des Kunstmuseums Düsseldorf. hrsg. von Bettina Baumgärtel, Düsseldorf 1998, S. 79–90.
- Das Frankfurter Goethe-Haus. bearb. von Petra Maisak und Hans-Georg Dewitz, Insel Verlag, Frankfurt 1999.
- „Im Bildersaal“. Goethe und die Sammlung Boisserée in Heidelberg (= Spuren. 35), hrsg. von der Deutschen Schillergesellschaft, Marbach a. N. 2000.
- Dies Bild gehört dem König. Bettine von Arnim und ihre Töchter zwischen Salon, Kunst und preußischem Hof. In: Preußen. Die Kunst und das Individuum. Beiträge gewidmet Helmut Börsch-Supan, hrsg. von Hans Dickel und Christoph Martin Vogtherr, Akademie-Verlag, Berlin 2003, ISBN 3-05-003789-X, S. 261–282.
- Theater-Effekte. Bilder zu Goethes „Proserpina“. In: Goethezeit – Zeit für Goethe. Auf den Spuren deutscher Lyriküberlieferung in die Moderne. Festschrift für Christoph Perels zum 65. Geburtstag, hrsg. von Konrad Feilchenfeldt u. a., Tübingen 2003, S. 111–129.
- Goethe und Tischbein in Rom. Bilder und Texte (= Insel-Bücherei. Nr. 1251). Insel Verlag, Frankfurt am Main/Leipzig 2004, ISBN 3-458-19251-4.
- Die Parzen: Mythos und ästhetische Form. Zur Rezeption in Weimar um 1800. In: Mythen – Symbole – Metamorphosen in der Kunst seit 1800. Festschrift für Christa Lichtenstern zum 60. Geburtstag. hrsg. von Helga und J. Adolf Schmoll gen. Eisenwerth und Regina Hillert, Verlag Gebr. Mann, Berlin 2004, ISBN 3-7861-2474-4, S. 69–88.
- Die Kunstsammlung Johann Caspar Goethes. Goethes frühe Frankfurter Erfahrungen. In: Räume der Kunst. Blicke auf Goethes Sammlungen. hrsg. von Markus Bertsch und Johannes Grave, Göttingen 2005 (= Ästhetik um 1800, hrsg. von Reinhard Wegner), S. 23–46.
- Dibujar en los lìmites del lenguaje. Sobre las relaciones entre palabra e imagen en Goethe. In: Johann Wolfgang von Goethe. Paisajes. hg. vom Circulo de Bellas Artes, Madrid 2008, S. 55–70.
- Von Rembrandts sog. „Doctor Faustus“ zu Goethes „Faust“. In: Jahrbuch des Freien Deutschen Hochstifts 2008. S. 109–152.
- (Hrsg.): Johann Wolfgang Goethe. Die Leiden des jungen Werthers. Erste Fassung von 1774. Reclam Bibliothek, Stuttgart 2010, ISBN 978-3-15-010688-4 (mit 37 farbigen Zeichnungen des Autors).
- Faust. Das große Welttheater, neu gesehen. In: Bernhard Heisig. Eine unendliche Geschichte. hrsg. von Rüdiger Küttner, Faber & Faber, Leipzig 2010, ISBN 978-3-86730-108-4, S. 149–157.
- Bettina von Arnim als Zeichnerin oder Versuch, alte Bilder in eine neue Mythologie zu verwandeln. In: Achim von Arnim und sein Kreis. hrsg. von Steffen Dietzsch und Ariane Ludwig (= Schriften der Internationalen Arnim-Gesellschaft. Bd. 8), Berlin/New York 2010, S. 145–182.
- „Goethe hatte keine so schöne Stirn.“ Georg Büchners Porträt und ein Reiseskizzenheft von Alexis Muston. In: Jahrbuch des Freien Deutschen Hochstifts 2016. ISBN 978-3-8353-1934-9, S. 145–208.
- Goethe – und Füßli – vortrefflich zusammengepaart. Johann Heinrich Füssli im Blickfeld Goethes. in: Goethe-Jahrbuch 2018 (135. Bd.), Göttingen 2019, ISBN 978-3-8353-3543-1, S. 89–105.

### Kataloge
- Goethe in der Kunst des 20. Jahrhunderts. Katalog des Freien Deutschen Hochstifts – Frankfurter Goethe Museums, hrsg. von Detlev Lüders, Frankfurt 1982.
- Christian Georg Schütz der Ältere. Ein Frankfurter Landschaftsmaler der Goethezeit. Katalog des Freien Deutschen Hochstifts – Frankfurter Goethe-Museums, hrsg. von Christoph Perels, Frankfurt 1991.
- Das Frankfurter Goethe-Museum zu Gast im Städel. Katalog des Freien Deutschen Hochstifts – Frankfurter Goethe-Museums, hrsg. von Christoph Perels, Frankfurt 1994.
- Goethes Zeichnungen und Radierungen. Bestandskatalog. Freies Deutsches Hochstift – Frankfurter Goethe-Museum, Frankfurt 1998.
- „Köstliche Reste“. Andenken an Goethe und die Seinen, Katalog des Freien Deutschen Hochstifts – Frankfurter Goethe-Museums, bearb. von Gerhard Kölsch und Petra Maisak, Frankfurt a. M. 2002.
- Goethes „Faust“. Verwandlungen eines „Hexenmeisters“. Katalog der Ausstellung im Freien Deutschen Hochstift – Frankfurter Goethe-Museum, Frankfurt am Main 2007.
- Frankfurter Goethe-Museum. Die Gemälde. „…denn was wäre die Welt ohne Kunst?“, mit Gerhard Kölsch, Bestandskatalog, hrsg. vom Freien Deutschen Hochstift, Frankfurt am Main 2011. ISBN 978-3-9811109-9-9.
- Verwandlung der Welt. Die romantische Arabeske, hrsg. von Werner Busch und Petra Maisak. Michael Imhof Verlag, Petersberg 2013, ISBN 978-3-865-68915-3.
- Füsslis Nachtmahr. Traum und Wahnsinn. hrsg. von Werner Busch und Petra Maisak, Michael Imhof Verlag, Petersberg 2017, ISBN 978-3-7319-0445-8.